# Quenington
Quenington est une paroisse civile et un village du Gloucestershire, en Angleterre.